# Eagle Butte (Krater)
Koordinaten: 49° 42′ 0″ N, 110° 30′ 0″ W
Eagle Butte ist die Bezeichnung für einen Einschlagkrater in Alberta, Kanada. Er befindet sich in einer ländlichen Gegend westlich der Cypress Hills.
Er hat einen Durchmesser von etwa 10 km. Das Alter wird auf weniger als 65 Millionen Jahre geschätzt. Der Krater ist an der Oberfläche nicht sichtbar.